# Höllenflieger
Höllenflieger ist der Titel eines Films von Howard Hughes über Flugpioniere des Royal Flying Corps im Ersten Weltkrieg. Der Film hatte seine Premiere in Los Angeles am 27. Mai 1930.

## Handlung
Die beiden sehr unterschiedlichen englischen Brüder Roy und Monte Rutledge studieren bei Ausbruch des Ersten Weltkriegs gemeinsam an der Universität zu Oxford. Der sanftmütige Roy ist in die launische, von ihm romantisch verklärte Helen verliebt, dargestellt von Jean Harlow. Sein Bruder Monte dagegen ist ein leichtlebiger Schürzenjäger, der sich keiner weiblichen Avance verschließen kann. Beider Brüder bester Freund ist ein deutscher Student namens Karl. Bei Kriegsausbruch wird Karl zu den deutschen Luftstreitkräften eingezogen, während die beiden Brüder sich freiwillig zum Royal Flying Corps melden – Roy mit großer Begeisterung und aus einem Gefühl der Pflichterfüllung heraus, Monte nur für einen Kuss von einem Mädchen bei der Anwerbe-Stelle. Nach ihrer Ausbildung macht Roy seinen Bruder endlich mit Helen bekannt, die jenen prompt verführt.
Unterdessen tut Karl Dienst an Bord eines Zeppelins, der London aus großer Höhe aus den Wolken heraus angreift. Als Bombenschütze wird Karl in einer Gondel unter die Wolkendecke abgesenkt, doch wegen seiner Sympathie für England steuert er den Zeppelin über einen Tümpel, in den er die Bomben dann abwerfen lässt. Bevor seine Vorgesetzten dies herausfinden, steigen Jagdflieger des RFC zur Verteidigung auf – unter ihnen auch Roy und Monte. Als der Kommandant des Luftschiffs davon erfährt, entschließt er sich, Karl zu opfern, um Geschwindigkeit und Höhe zu gewinnen, und durchtrennt das Kabel, an dem die Gondel hängt. Dennoch fangen die britischen Jagdflieger den Zeppelin ab. Auch der Freitod zahlreicher abspringender Besatzungsmitglieder „für Kaiser und Vaterland“ reicht nicht aus, dem Luftschiff ausreichend Höhe zu verschaffen. Zwar gelingt es den Luftschiffern, einige Maschinen abzuschießen – darunter die von Monte, den dieses Erlebnis tief verstört – doch schließlich führt einer der Verteidiger eine Kollision herbei, und die Angreifer gehen in Flammen auf.
Bald spricht sich herum, dass Monte sich zum Feigling entwickelt, und Roy besteht darauf, dass sein Bruder seinen Ruf wiederherstellt. Unter dem enormen Druck seines Bruders melden sich beide in einem Wutanfall freiwillig zu einem Himmelfahrtskommando.
In der Nacht vor diesem Auftrag erwischt Roy Helen in den Armen eines anderen Offiziers in einer Kneipe. Als er sie zur Rede stellt, macht sie ihm eine Szene und trennt sich von ihm. Roy ist am Boden zerstört.
Nach der Zerstörung eines deutschen Munitionslagers kommt es zu einem Luftkampf, bei dem die Brüder abgeschossen werden und in Gefangenschaft geraten. Da sie beim Angriff ein Flugzeug mit deutschen Hoheitsabzeichen verwendeten, entfällt ihr Kombattantenstatus und -schutz, ein deutscher General bietet ihnen an, dass er sie nicht als Spione erschießen lässt, was zur damaligen Rechtsauffassung zählte, wenn sie ihm Information über den bevorstehenden Angriff der Briten geben. Vor der Wahl zwischen einem Erschießungskommando und Landesverrat gewinnt Montes Feigheit erneut die Oberhand. Er beabsichtigt, dem Feind gegen das Versprechen, sein Leben zu schonen, alle gewünschten Informationen zu geben. Um tausende britische Soldaten davor zu bewahren, dem Verrat zum Opfer zu fallen, fühlt Roy sich gezwungen, seinen eigenen Bruder zu töten. Anschließend weigert er sich, die gewünschten Informationen preiszugeben, und wird standrechtlich erschossen.
Der Film endet mit Aufnahmen britischer Soldaten, die erfolgreich die deutschen Linien angreifen.

## Entstehung
Ursprünglich waren James Hall und Ben Lyon als die Brüder Roy und Monte Rutledge und der norwegische Stummfilmstar Greta Nissen als Helen vorgesehen, und Regie sollte Marshall Neilan führen. Schon vor Beginn der Dreharbeiten gab dieser jedoch angesichts des gewaltigen technischen Aufwandes, der von Hughes gefordert wurde, auf. Hughes führte daher, unterstützt von Luther Reed, selbst Regie.
Während der Dreharbeiten kam der Film Der Jazzsänger als Tonfilm heraus. Hughes wollte diese Technik sofort übernehmen, weshalb Greta Nissen wegen ihres Akzents durch Jean Harlow ersetzt wurde.
Für die Flugszenen wurden ehemalige Kampfpiloten verpflichtet, die sich allerdings nach drei Todesfällen weigerten, die von Hughes geplante Schlussszene zu drehen. So übernahm er diese Aufgabe selbst und verunglückte dabei wie vorhergesagt. Hughes trug allerdings nur leichte Verletzungen davon. Unter den Piloten war auch die erste US-amerikanische Stuntpilotin, Pancho Barnes.

## Kritiken
„Der dritte von dem Industriellen Hughes produzierte und inszenierte Film ist eine enttäuschend schlechte Mischung aus patriotischen Phrasen und leeren Antikriegsparolen, in der der Krieg als Abenteuer dargestellt wird. Alles mündet in ein klischeereiches und wirres Kriegsmelodram, an dem allenfalls die perfekten Luftaufnahmen beeindrucken.“

## Auszeichnungen
Der Film erhielt eine Oscarnominierung für die Beste Kamera.